# Камбаловые
Ка́мбаловые, или правосторо́нние ка́мбалы (лат. Pleuronectidae), — семейство лучепёрых рыб отряда камбалообразных.
Глаза у представителей семейства расположены на правой стороне головы, это так называемые правосторонние камбалы. Однако у некоторых видов встречаются и левосторонние (реверсивные) формы. Брюшные плавники симметричны, с узким основанием. Икринки не содержат жировой капли, плавающие, развиваются в верхних слоях или в толще воды. У пяти видов икра придонная.

## Классификация
В состав семейства включают 60 видов в 23 родах:
- Род Колючие камбалы (Acanthopsetta)
  - Колючая камбала (Acanthopsetta nadeshnyi), или камбала Надёжного
- Род Atheresthes — Стрелозубые палтусы

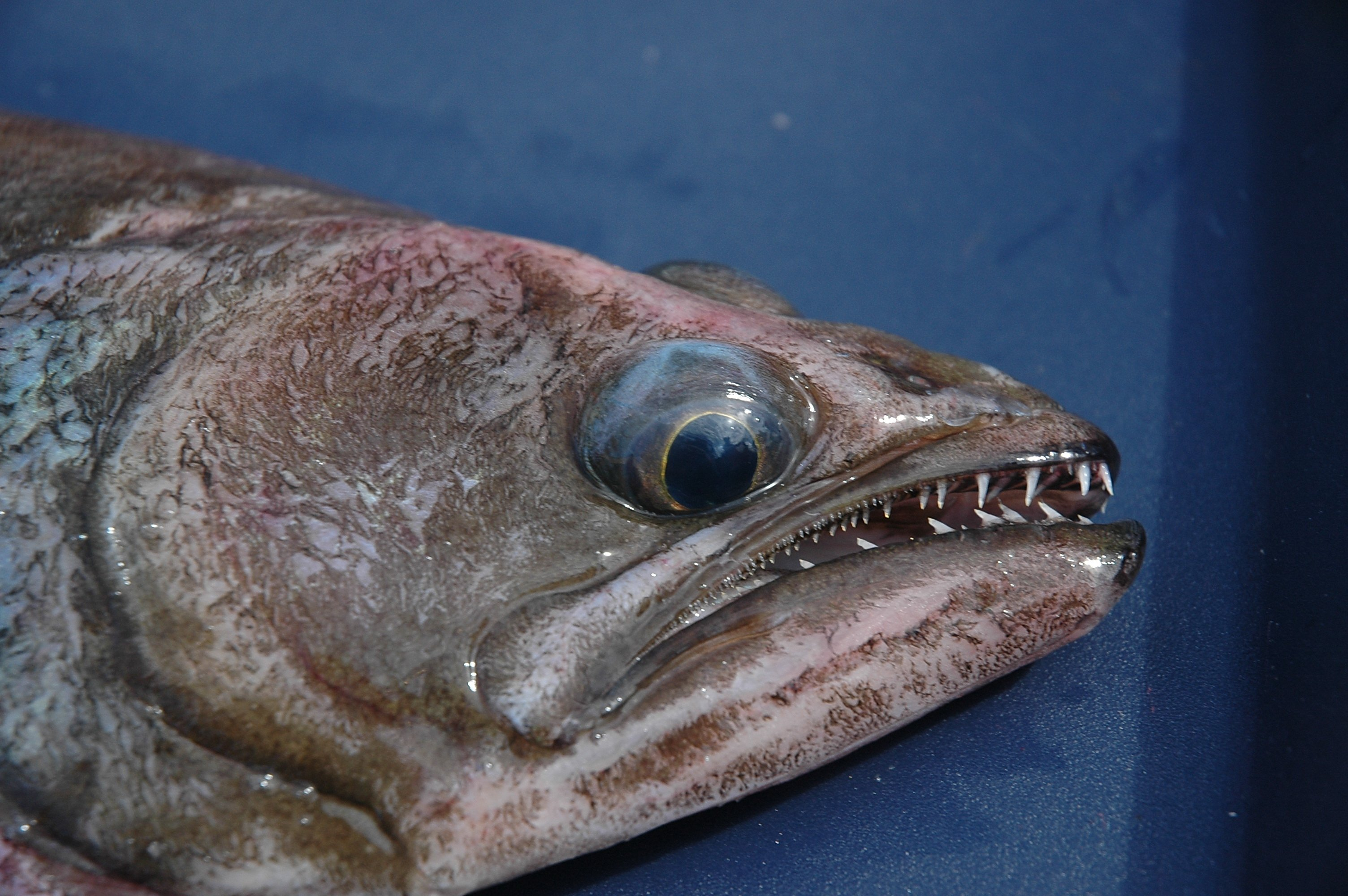
Atheresthes stomias

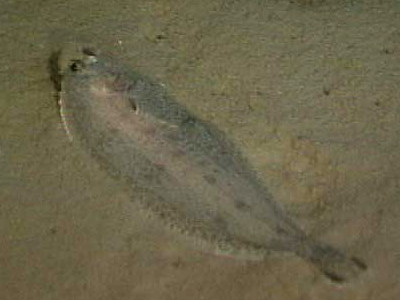
Glyptocephalus cynoglossus

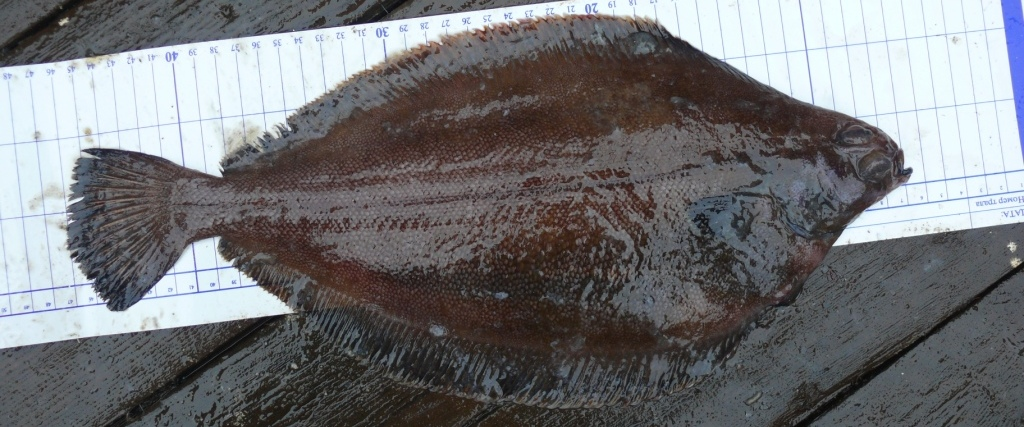
Glyptocephalus stelleri

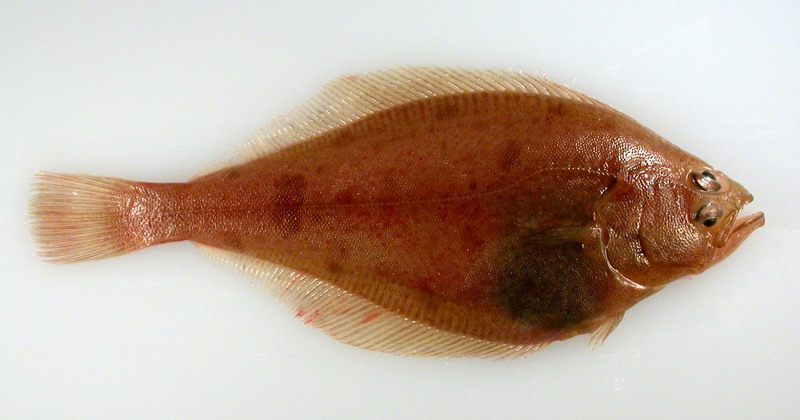
Hippoglossoides robustus

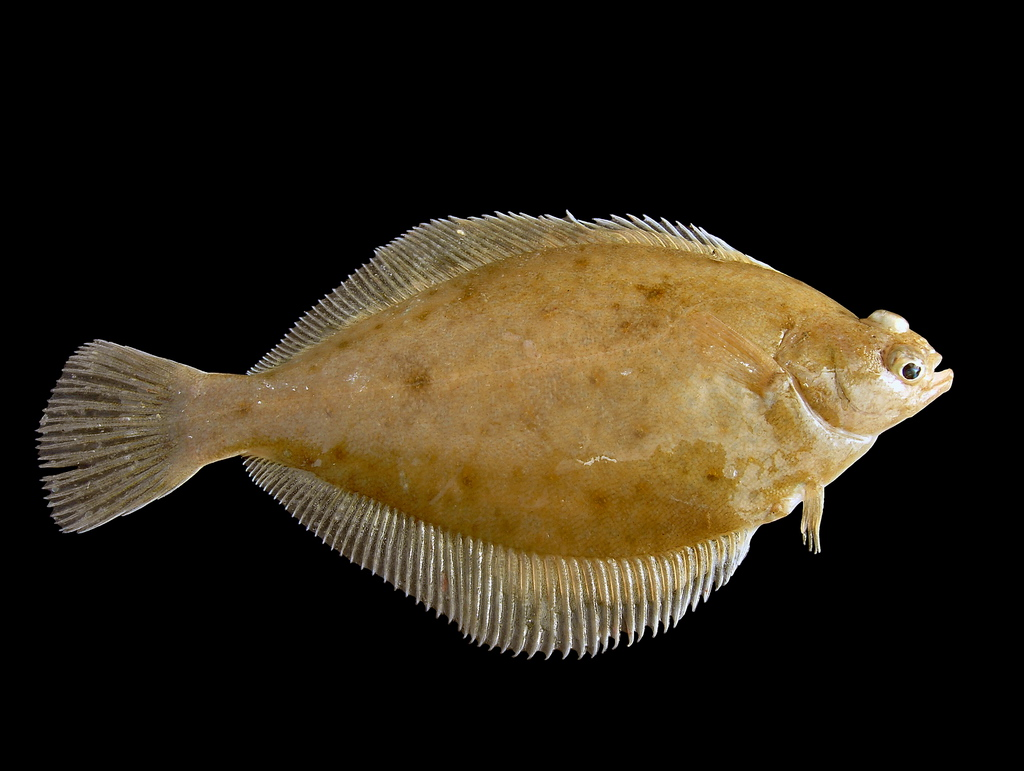
Limanda limanda

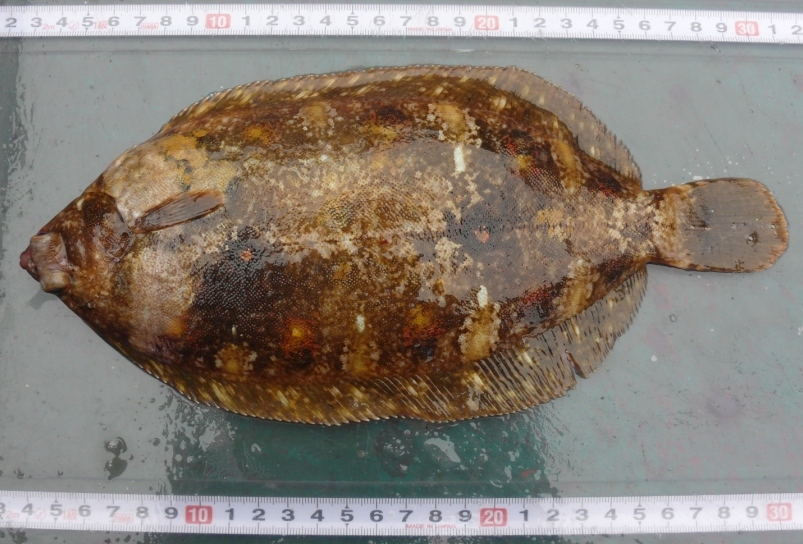
Microstomus achne

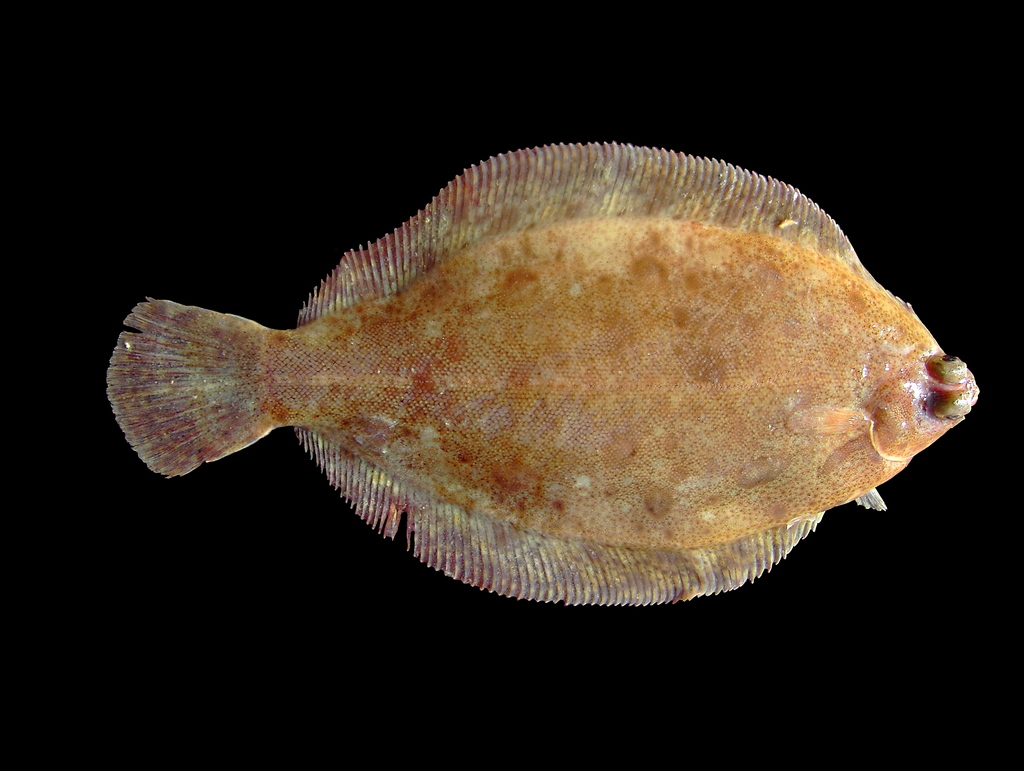
Microstomus kitt

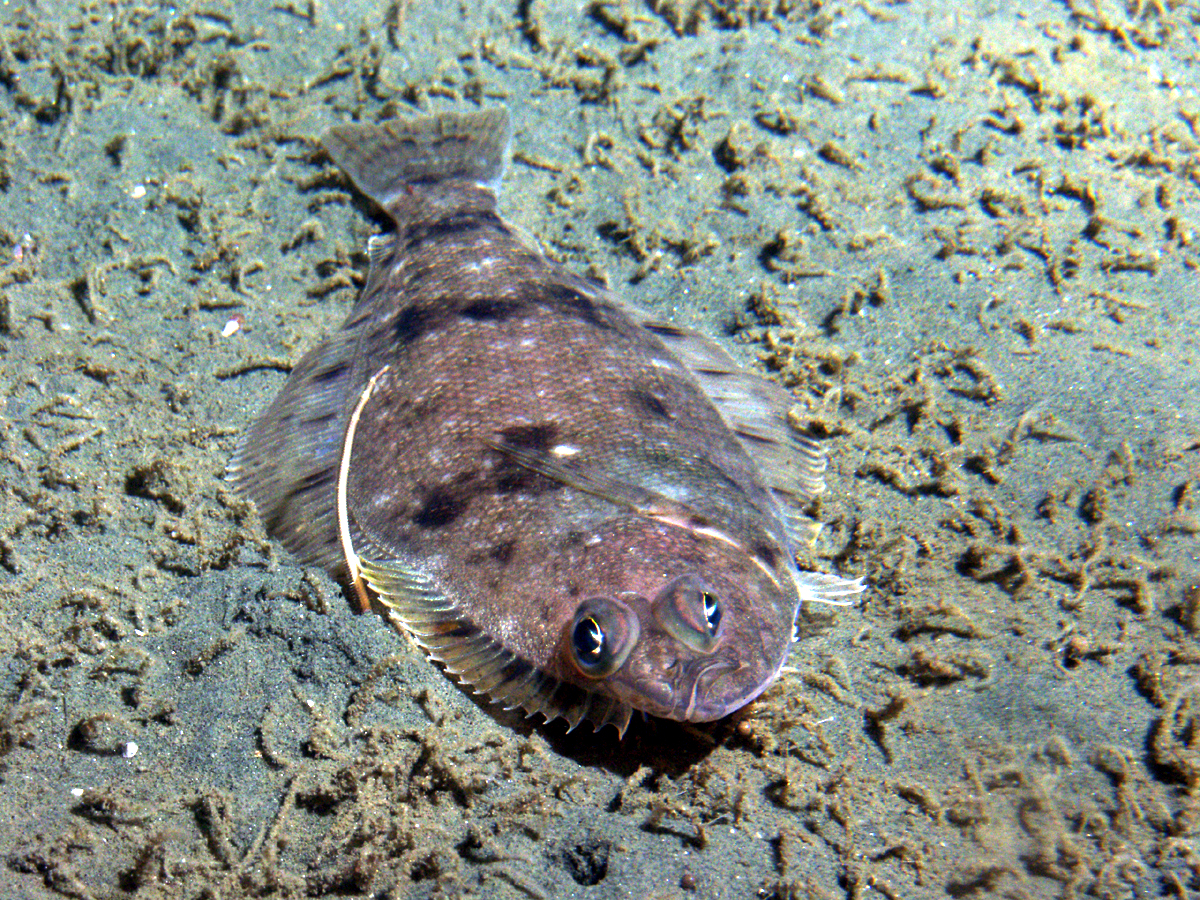
Microstomus pacificus

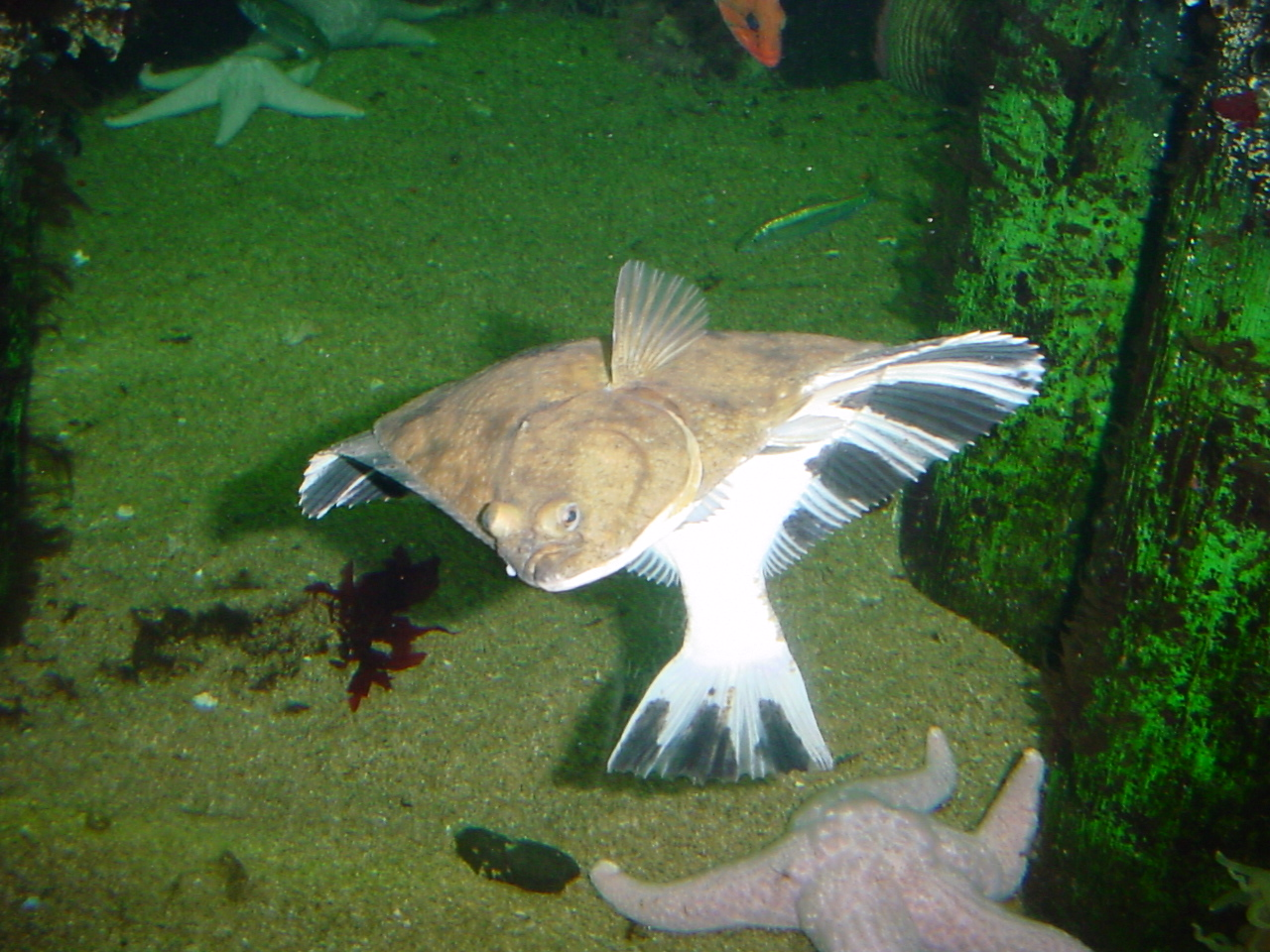
Platichthys stellatus

  - Азиатский стрелозубый палтус (Atheresthes evermanni)
  - Американский стрелозубый палтус (Atheresthes stomias)
- Род Остроголовые камбалы (Cleisthenes)
  - Остроголовая камбала (Cleisthenes pinetorum)
- Род Бородавчатые камбалы (Clidoderma)
  - Бородавчатая камбала (Clidoderma asperrimum)
- Род Дексисты (Dexistes)
  - Дексист (Dexistes rikuzenius)
- Род Эмбассихты (Embassichthys)
  - Глубоководный эмбассихт (Embassichthys bathybius)
- Род Эопсетты (Eopsetta)
  - Камбала Григорьева (Eopsetta grigorjewi), или дальневосточная камбала
  - Камбала Джордана (Eopsetta jordani), или калифорнийская эопсетта
- Род Длинные камбалы (Glyptocephalus)
  - Красная камбала (Glyptocephalus cynoglossus)
  - Дальневосточная длинная камбала (Glyptocephalus stelleri), или малорот Стеллера
  - Glyptocephalus zachirus
- Род Hippoglossoides — Палтусовидные камбалы
  - Hippoglossoides dubius — Япономорская палтусовидная камбала
  - Hippoglossoides elassodon — Узкозубая палтусовидная камбала[4]
  - Hippoglossoides platessoides — Камбала-ёрш[4]
  - Hippoglossoides robustus — Северная палтусовидная камбала[4]
- Род Палтусы (Hippoglossus), или белокорые палтусы
  - Атлантический палтус (Hippoglossus hippoglossus)
  - Тихоокеанский белокорый палтус (Hippoglossus stenolepis)
- Род Hypsopsetta
  - Hypsopsetta guttulata
  - Hypsopsetta macrocephala
- Род Изопсетты (Isopsetta)
  - Изопсетта (Isopsetta isolepis)
- Род Двухцветные камбалы (Kareius)
  - Двухцветная камбала (Kareius bicoloratus)
- Род Двухлинейные камбалы (Lepidopsetta)
  - Двухлинейная камбала (Lepidopsetta bilineata)
  - Белобрюхая камбала (Lepidopsetta mochigarei)
  - Северная двухлинейная камбала (Lepidopsetta polyxystra)
- Род Лиманды (Limanda)
  - Желтопёрая камбала (Limanda aspera)
  - Желтохвостая лиманда (Limanda ferruginea), или желтохвостая камбала
  - Лиманда (Limanda limanda), или ершоватка
  - Limanda proboscidea
  - Длиннорылая лиманда (Limanda punctatissima)
  - Сахалинская лиманда (Limanda sakhalinensis)
- Род Полярные камбалы (Liopsetta)
  - Полярная камбала (Liopsetta glacialis)
  - Liopsetta pinnifasciata
- Род Орегонские камбалы (Lyopsetta)
  - Орегонская камбала (Lyopsetta exilis)
- Род Малоротые камбалы (Microstomus)
  - Microstomus achne
  - Малоголовая камбала (Microstomus kitt)
  - Восточнотихоокеанская малоротая камбала (Microstomus pacificus), или тихоокеанский малорот
  - Microstomus shuntovi
- Род Парофрисы (Parophrys)
  - Парофрис (Parophrys vetulus)
- Род Речные камбалы (Platichthys)
  - Речная камбала (Platichthys flesus)
  - Звёздчатая камбала (Platichthys stellatus)
- Род Морские камбалы (Pleuronectes)
  - Pleuronectes platessa — Морская камбала
  - Pleuronectes putnami — Гологоловая камбала
  - Pleuronectes quadrituberculatus — Жёлтая морская камбала, или желтобрюхая морская камбала, или четырёхбугорчатая камбала
- Род Твердоголовые камбалы (Pleuronichthys)
  - Pleuronichthys coenosus
  - Рогатая камбала (Pleuronichthys cornutus)
  - Pleuronichthys decurrens
  - Pleuronichthys guttulatus
  - Pleuronichthys ocellatus
  - Пятнистая камбала (Pleuronichthys ritteri)
  - Рогатая камбала (Pleuronichthys verticalis)
- Род Пятнистые камбалы (Psettichthys)
  - Пятнистая камбала (Psettichthys melanostictus)
- Род Зимние камбалы (Pseudopleuronectes)
  - Зимняя камбала (Pseudopleuronectes americanus)
  - Желтополосая камбала (Pseudopleuronectes herzensteini)
  - Pseudopleuronectes obscurus
  - Камбала Шренка (Pseudopleuronectes schrenki)
  - Японская камбала (Pseudopleuronectes yokohamae)
- Род Чёрные палтусы (Reinhardtius)
  - Reinhardtius hippoglossoides — Чёрный палтус, или синекорый палтус
- Род Танакиусы (Tanakius)
  - Танакиус Китахары (Tanakius kitaharae)
- Род Верасперы (Verasper)
  - Вераспер Мозера (Verasper moseri)
  - Пятнистый палтус (Verasper variegatus), или изменчивый вераспер